# Nottingham Forest Football Club 1995-1996
Questa voce raccoglie le informazioni riguardanti il Nottingham Forest Football Club nelle competizioni ufficiali della stagione 1995-1996.

## Rosa
La rosa e la numerazione sono aggiornate al 5 maggio 1996.
| N. |                        | Ruolo | Calciatore               |
| -- | ---------------------- | ----- | ------------------------ |
| 1  | Galles (bandiera)      | P     | Mark Crossley            |
| 2  | Inghilterra (bandiera) | D     | Des Lyttle               |
| 3  | Inghilterra (bandiera) | D     | Stuart Pearce (capitano) |
| 4  | Inghilterra (bandiera) | D     | Colin Cooper             |
| 5  | Inghilterra (bandiera) | D     | Steve Chettle            |
| 7  | Galles (bandiera)      | C     | David Phillips           |
| 8  | Scozia (bandiera)      | C     | Scot Gemmill             |
| 10 | Inghilterra (bandiera) | A     | Kevin Campbell           |
| 11 | Inghilterra (bandiera) | C     | Steve Stone              |
| 12 | Inghilterra (bandiera) | A     | Jason Lee                |

| N. |                        | Ruolo | Calciatore          |
| -- | ---------------------- | ----- | ------------------- |
| 14 | Inghilterra (bandiera) | C     | Ian Woan            |
| 15 | Italia (bandiera)      | A     | Andrea Silenzi      |
| 17 | Inghilterra (bandiera) | C     | Kingsley Black      |
| 18 | Norvegia (bandiera)    | D     | Alf-Inge Håland     |
| 19 | Inghilterra (bandiera) | C     | Bobby Howe          |
| 20 | Inghilterra (bandiera) | A     | Paul McGregor       |
| 21 | Inghilterra (bandiera) | D     | Chris Bart-Williams |
| 22 | Paesi Bassi (bandiera) | C     | Bryan Roy           |
| 24 | Inghilterra (bandiera) | A     | Richard Irving      |
| 28 | Inghilterra (bandiera) | A     | Steve Guinan        |

## Risultati

### FA Premier League
| Arbitro: | Willard (Worthing) |

|                                        |           |                                 |
| Le Tissier 10’ (rig.), 69’ (rig.), 81’ | Marcatori | 8’ Cooper 36’ Woan 42’, 79’ Roy |

| Nottingham 23 agosto 1995, ore 19:45 BST 2ª giornata | Nottingham Forest         | 0 – 0 referto | Chelsea | City Ground (27.007 spett.)\| Arbitro: \| Winter[4] (Stockton-on-Tees) \| |
| Arbitro:                                             | Winter (Stockton-on-Tees) |               |         |                                                                           |

| Arbitro: | Ashby (Worcester) |

|            |           |           |
| Pearce 35’ | Marcatori | 14’ Allen |

| Arbitro: | Dilkes (Mossley) |

|           |           |              |
| Platt 41’ | Marcatori | 63’ Campbell |

| Arbitro: | Jones (Loughborough) |

|            |           |         |
| Dublin 10’ | Marcatori | 22’ Roy |

| Arbitro: | Bodenham (Looe) |

|                                    |           |                  |
| Watson 17’ (aut.) Lee 20’ Woan 64’ | Marcatori | 62’, 80’ Rideout |

| Arbitro: | Danson (Leicester) |

|              |           |            |
| Townsend 68’ | Marcatori | 87’ Lyttle |

| Arbitro: | Reed (Birmingham) |

|                        |           |  |
| Lee 10’, 46’ Stone 82’ | Marcatori |  |

| Arbitro: | Hart |

|  |           |           |
|  | Marcatori | 65’ Stone |

| Arbitro: | Elleray (Harrow on the Hill) |

|                            |           |                    |
| Roy 27’ Lee 68’ Cooper 90’ | Marcatori | 22’ Sneekes 78’ De |

| Arbitro: | Dunn |

|              |           |         |
| Sinclair 80’ | Marcatori | 46’ Lee |

| Arbitro: | Alcock |

|                                       |           |           |
| Roy 8’ Pearce 31’ Lee 47’ Gemmill 87’ | Marcatori | 11’ Jones |

| Arbitro: | Winter (Stockton-on-Tees) |

|                                                               |           |  |
| Shearer 20’, 57’, 68’ Bohinen 28’, 76’ Newell 82’ Le Saux 89’ | Marcatori |  |

| Arbitro: | Wilkie |

|                      |           |            |
| Campbell 38’ Roy 56’ | Marcatori | 54’ Palmer |

| Arbitro: | Cooper (Pontypridd) |

|              |           |             |
| McGregor 18’ | Marcatori | 66’ Cantona |

| Arbitro: | Dilkes (Mossley) |

|                |           |            |
| de Freitas 67’ | Marcatori | 90’ Cooper |

| Arbitro: | Durkin |

|           |           |           |
| Stone 82’ | Marcatori | 47’ Yorke |

| Arbitro: | Burge (Tonypandy) |

|            |           |              |
| Rösler 17’ | Marcatori | 70’ Campbell |

| Arbitro: | Elleray (Harrow on the Hill) |

|                         |           |          |
| Lee 11’, 74’ Ginola 26’ | Marcatori | 14’ Woan |

| Arbitro: | Ashby (Worcester) |

|        |           |  |
| Lee 6’ | Marcatori |  |

| Arbitro: | Willard (Worthing) |

|           |           |  |
| Pearce 8’ | Marcatori |  |

| Arbitro: | Alcock |

|                                          |           |                    |
| Fowler 21’, 31’ Collymore 62’ Cooper 86’ | Marcatori | 13’ Stone 18’ Woan |

| Arbitro: | Lodge (Barnsley) |

|            |           |  |
| Cooper 44’ | Marcatori |  |

| Arbitro: | Winter (Stockton-on-Tees) |

|             |           |  |
| Spencer 55’ | Marcatori |  |

| Arbitro: | Burge (Tonypandy) |

|            |           |  |
| Slater 19’ | Marcatori |  |

| Arbitro: | Hart (Darlington) |

|  |           |              |
|  | Marcatori | 60’ Bergkamp |

| Nottingham 17 aprile 1996, ore 19:45 BST 27ª giornata | Nottingham Forest | 0 – 0 referto | Coventry City | City Ground (24.629 spett.)\| Arbitro: \| Reed (Birmingham) \| |
| Arbitro:                                              | Reed (Birmingham) |               |               |                                                                |

| Arbitro: | Cooper (Pontypridd) |

|                                         |           |  |
| Kanchelskis 52’ Watson 56’ Ferguson 60’ | Marcatori |  |

| Arbitro: | Poll |

|               |           |                               |
| Kovacevic 50’ | Marcatori | 10’ Howe 46’ McGregor 80’ Roy |

| Arbitro: | Dilkes (Mossley) |

|          |           |               |
| Woan 75’ | Marcatori | 32’ Beardsley |

| Arbitro: | Wilkie |

|            |           |           |
| Mustoe 57’ | Marcatori | 56’ Allen |

| Arbitro: | Danson (Leicester) |

|           |           |  |
| Stone 42’ | Marcatori |  |

| Arbitro: | Burge (Tonypandy) |

|                |           |  |
| Holdsworth 81’ | Marcatori |  |

| Arbitro: | Alcock |

|                    |           |               |
| Stone 40’ Woan 62’ | Marcatori | 80’ Armstrong |

| Arbitro: | Hart |

|               |           |                             |
| Wetherall 10’ | Marcatori | 18’ Cooper 30’ Lee 66’ Woan |

| Arbitro: | Jones (Loughborough) |

|          |           |                                                     |
| Woan 41’ | Marcatori | 27’ Shearer 31’ McKinlay 45’, 68’ Wilcox 83’ Fenton |

| Arbitro: | Winter (Stockton-on-Tees) |

|                                                    |           |  |
| Scholes 40’ Beckham 44’, 55’ Giggs 69’ Cantona 90’ | Marcatori |  |

| Arbitro: | Ashby (Worcester) |

|                            |           |  |
| Stone 44’ Roy 63’ Howe 77’ | Marcatori |  |

## Statistiche

### Statistiche di squadra
| Competizione        | Punti | In casa | In casa | In casa | In casa | In casa | In casa | In trasferta | In trasferta | In trasferta | In trasferta | In trasferta | In trasferta | Totale | Totale | Totale | Totale | Totale | Totale | DR |
| Competizione        | Punti | G       | V       | N       | P       | Gf      | Gs      | G            | V            | N            | P            | Gf           | Gs           | G      | V      | N      | P      | Gf     | Gs     | DR |
| ------------------- | ----- | ------- | ------- | ------- | ------- | ------- | ------- | ------------ | ------------ | ------------ | ------------ | ------------ | ------------ | ------ | ------ | ------ | ------ | ------ | ------ | -- |
| FA Premier League   | 58    | 19      | 11      | 6       | 2       | 29      | 17      | 19           | 4            | 7            | 8            | 21           | 37           | 38     | 15     | 13     | 10     | 50     | 54     | -4 |
| FA Cup              | -     | -       | -       | -       | -       | -       | -       | -            | -            | -            | -            | -            | -            | -      | -      | -      | -      | -      | -      |    |
| Football League Cup | -     | -       | -       | -       | -       | -       | -       | -            | -            | -            | -            | -            | -            | -      | -      | -      | -      | -      | -      |    |
| Totale              | -     | 19      | -       | -       | -       | -       | -       | 19           | -            | -            | -            | -            | -            | 38     | 15     | 13     | 10     | 50     | 54     | -4 |

### Andamento in campionato
Il luogo e il risultato seguono la numerazione ufficiale delle giornate, mentre la posizione segue l'ordine cronologico delle partite senza guardare al numero della giornata. Questo riflette l'effettivo andamento in campionato.
| Giornata  | 1 | 2 | 3 | 4 | 5 | 6 | 7 | 8 | 9 | 10 | 11 | 12 | 13 | 14 | 15 | 16 | 17 | 18 | 19 | 20 | 21 | 22 | 23 | 24 | 25 | 26 | 27 | 28 | 29 | 30 | 31 | 32 | 33 | 34 | 35 | 36 | 37 | 38 |
| --------- | - | - | - | - | - | - | - | - | - | -- | -- | -- | -- | -- | -- | -- | -- | -- | -- | -- | -- | -- | -- | -- | -- | -- | -- | -- | -- | -- | -- | -- | -- | -- | -- | -- | -- | -- |
| Luogo     | T | C | C | T | T | C | T | C | T | C  | T  | C  | T  | C  | C  | T  | C  | T  | T  | C  | C  | T  | C  | T  | T  | C  | C  | T  | T  | C  | T  | C  | T  | C  | T  | C  | T  | C  |
| Risultato | V | N | N | N | N | V | N | V | V | V  | N  | V  | P  | V  | N  | N  | N  | N  | P  | V  | V  | P  | V  | P  | P  | P  | N  | P  | V  | N  | N  | V  | P  | V  | V  | P  | P  | V  |
| Posizione | 3 | 6 | 8 | 7 | 7 | 6 | 8 | 8 | 5 | 5  | 5  | 3  | 6  | 7  | 7  | 8  | 8  | 8  | 8  | 6  | 7  | 6  | 7  | 5  | 7  | 9  | 10 | 9  | 10 | 9  | 9  | 8  | 8  | 9  | 9  | 9  | 9  | 9  |

Fonte: (EN) Nottingham Forest 1995-1996, su statto.com. URL consultato il 21 febbraio 2014 (archiviato dall'url originale il 6 febbraio 2014).
Legenda:

Luogo: C = Casa; T = Trasferta. Risultato: V = Vittoria; N = Pareggio; P = Sconfitta.